# ویلینگام، کامبریج‌شایر
ویلینگام (به انگلیسی: Willingham) یک روستا و محله مدنی در بریتانیا است که در کمبریج‌شر واقع شده‌است. ویلینگام ۴٬۰۱۵ نفر جمعیت دارد.